# Став Лемкін
Став Лемкін (івр. סתיו למקין, нар. 2 квітня 2003, Тель-Авів, Ізраїль) — ізраїльський футболіст, центральний захисник донецького «Шахтаря» та національної збірної Ізраїлю. Бронзовий призер молодіжного чемпіонату Європи 2023 у складі збірної Ізраїлю U-21.

## Клубна кар'єра
Почав займатися футболом в академії «Маккабі» (Тель-Авів), з якої у 2018 році перейшов до молодіжної команди тель-авівського «Хапоеля».
2 квітня 2022 року дебютував у основній команді «Хапоеля» (Тель-Авів) у матчі Прем'єр-ліги проти «Бней Сахніна» (2:1) і загалом до кінця сезону 2021/22 зіграв 9 ігор за основну команду.
Після успішного виступу на молодіжному Євро-2023 гравцем зацікавився донецький «Шахтар». 31 липня 2023 року Лемкін офіційно став гравцем «гірників». Дебютував за нову команду 2 вересня 2023 року в матчі Української прем'єр-ліги проти «Минаю».

## Виступи за збірні
2018 року Лемкін виступав за юнацьку збірні Ізраїлю до 16 років, після чого у 2019—2020 роках грав за команду до 17 років.
З 2021 року Лемкін був частиною збірної Ізраїлю до 19 років, з якою брав участь у юнацькому чемпіонаті Європи 2022 року в Словаччині, де зіграв у всіх п'яти матчах на турнірі, а його збірна стала віцечемпіоном Європи й вперше у своїй історії кваліфікувалась на молодіжний чемпіонат світу 2023 року. По завершенні турніру разом зі своїми партнерами Оскаром Глухом та Ілаєм Мадмоном потрапив до символічної збірної турніру
2 червня 2022 року Лемкін дебютував у складі молодіжної збірної Ізраїлю в грі проти однолітків з Латвії.

## Титули і досягнення
Юнацька збірна Ізраїлю (U-19)
- Срібний призер юнацького чемпіонату Європи (U-19): 2022

Юнацька збірна Ізраїлю (U-20)
- Бронзовий призер молодіжного чемпіонату світу: 2023

Молодіжна збірна Ізраїлю
- Бронзовий призер молодіжного чемпіонату Європи: 2023

«Шахтар»
- Чемпіон України: 2023–24
- Володар Кубка України: 2023–24

«Маккабі» (Тель-Авів)
- Володар Кубка Тото (1): 2024–25
- Чемпіон Ізраїлю (1): 2024–25

## Особисте життя
Батько Става — Шахар Лемкін, адвокат. Мати — Яна Лемкін, дизайнер і волонтер, родом з України. Частина родичів Става живе в Україні.